# Моторвагонне депо

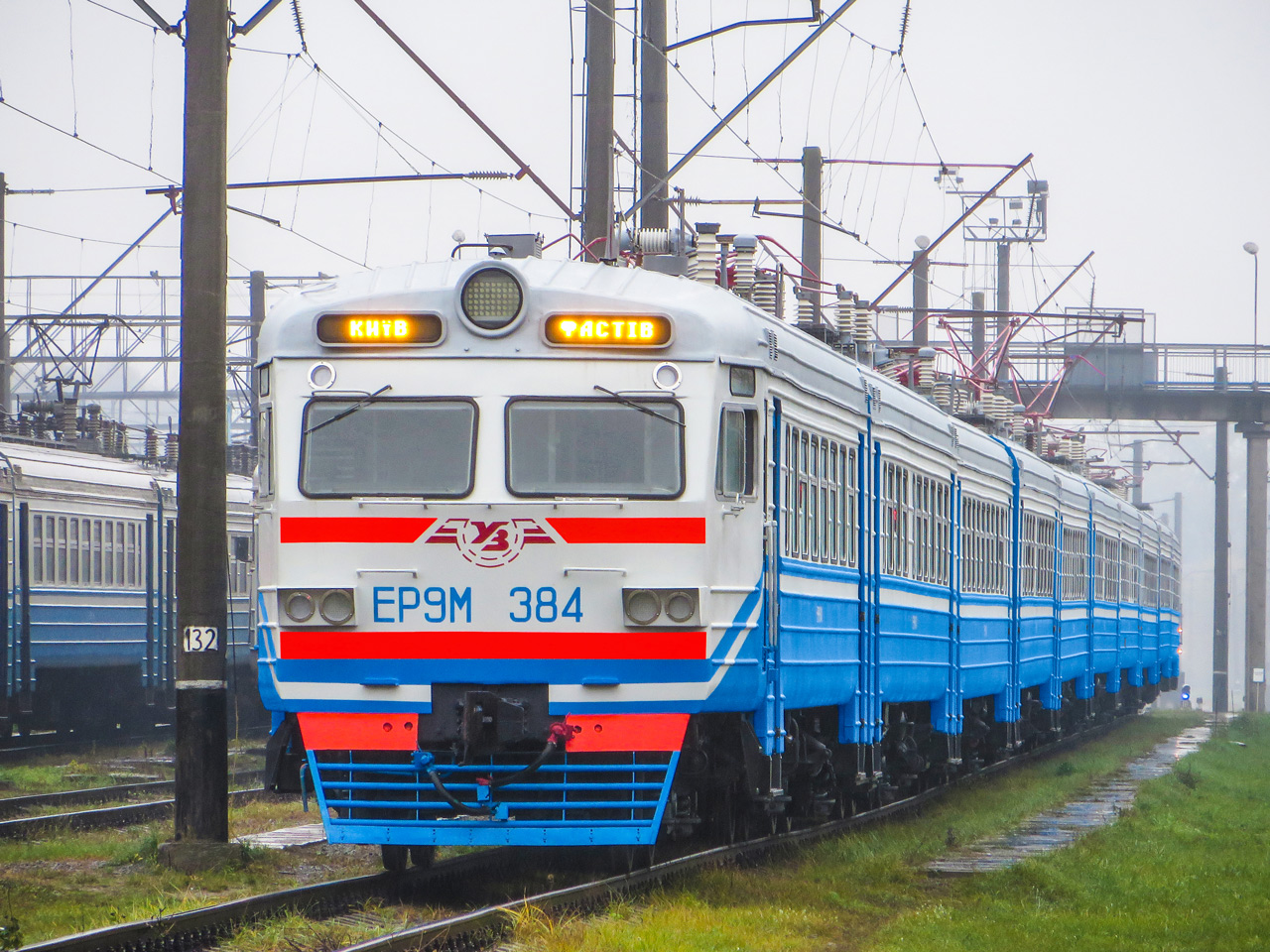
ЕР9М-384 моторвагонного депо Фастів на станції Борщагівка-Технічна

Моторвагóнне депó — локомотивне депо, що спеціалізується на експлуатації, ремонті та обслуговуванні моторвагонного рухомого складу (електропоїздів, дизель-поїздів). Позначення «ТЧ» (тягова частина) застосовується і до них.
В основному моторвагонні депо прилягають до головних пасажирських станцій великих населених пунктів, обласних центрів (наприклад Дніпро, Запоріжжя, Львів, Одеса, Харків тощо) або на вузлових станціях (наприклад Гребінка, Люботин, Фастів тощо).

## Моторвагонний рухомий склад

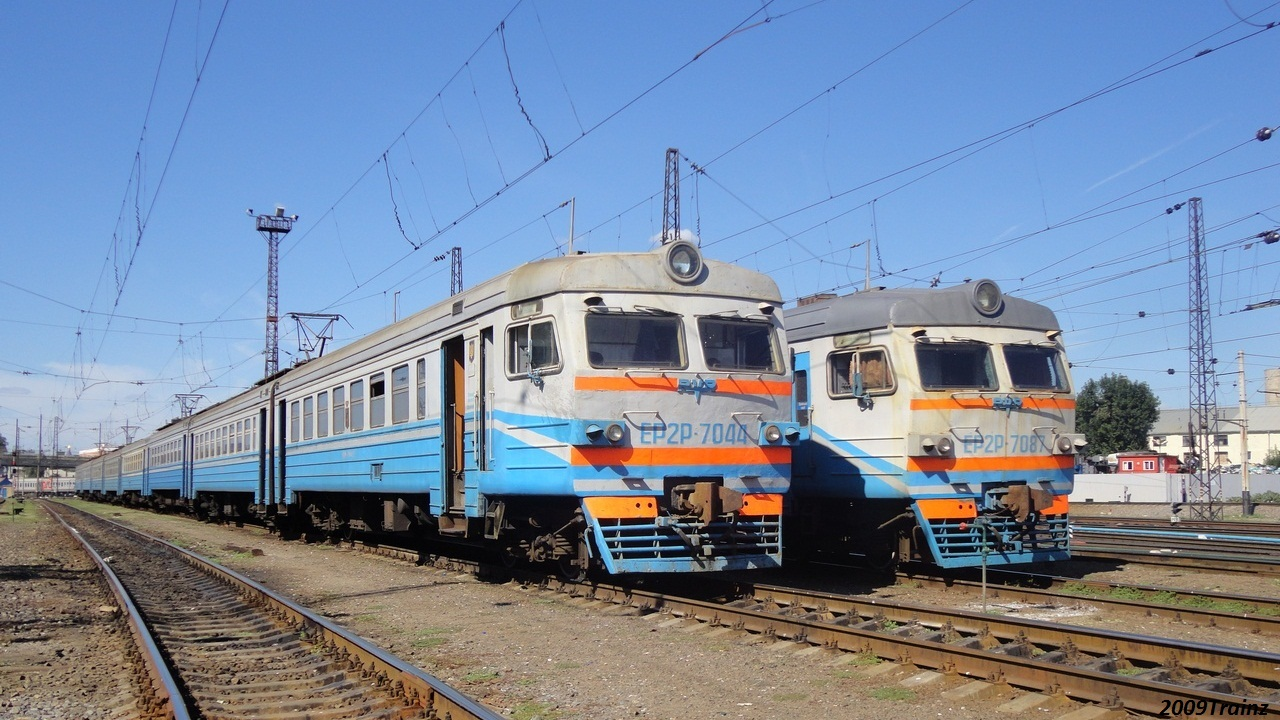
ЕР2Р-7044 та ЕР2Р-7087 на станції Харків-Пасажирський, РПЧ-1 Харків (ТЧ-14)

Моторвагонний рухомий склад — моторні вагони та причіпні вагони, з яких формуються моторвагонні поїзда (електропоїзди та дизель-поїзда), а також автомотриси.
Моторвагонний рухомий склад використовується як на залізничних лініях з частими зупинками і великим потоком пасажирів (приміське і міське залізничне сполучення), так і на міжміських лініях.
Моторвагонний рухомий склад служить головним чином для перевезення пасажирів і рідко — вантажів (наприклад, трансферкара).
Для руху в прямому і зворотному напрямках не потрібно переформування складу, при необхідності він може бути розділений без застосування додаткових маневрових засобів, що особливо важливо в умовах приміського пасажирського руху до мінливих протягом доби і по ділянках звернення пасажиропотоками.
Моторвагонний рухомий склад характеризується великим числом рушійних осей і тому більш високою, ніж у поїздів з локомотивами, питомою потужністю (потужністю тягових електродвигунів, поділеної на масу поїзда). Це дозволяє досягати високих швидкостей і підтримувати їх тривалий час, що перспективно для організації руху на лініях високошвидкісного наземного транспорту.

## Головний вагон

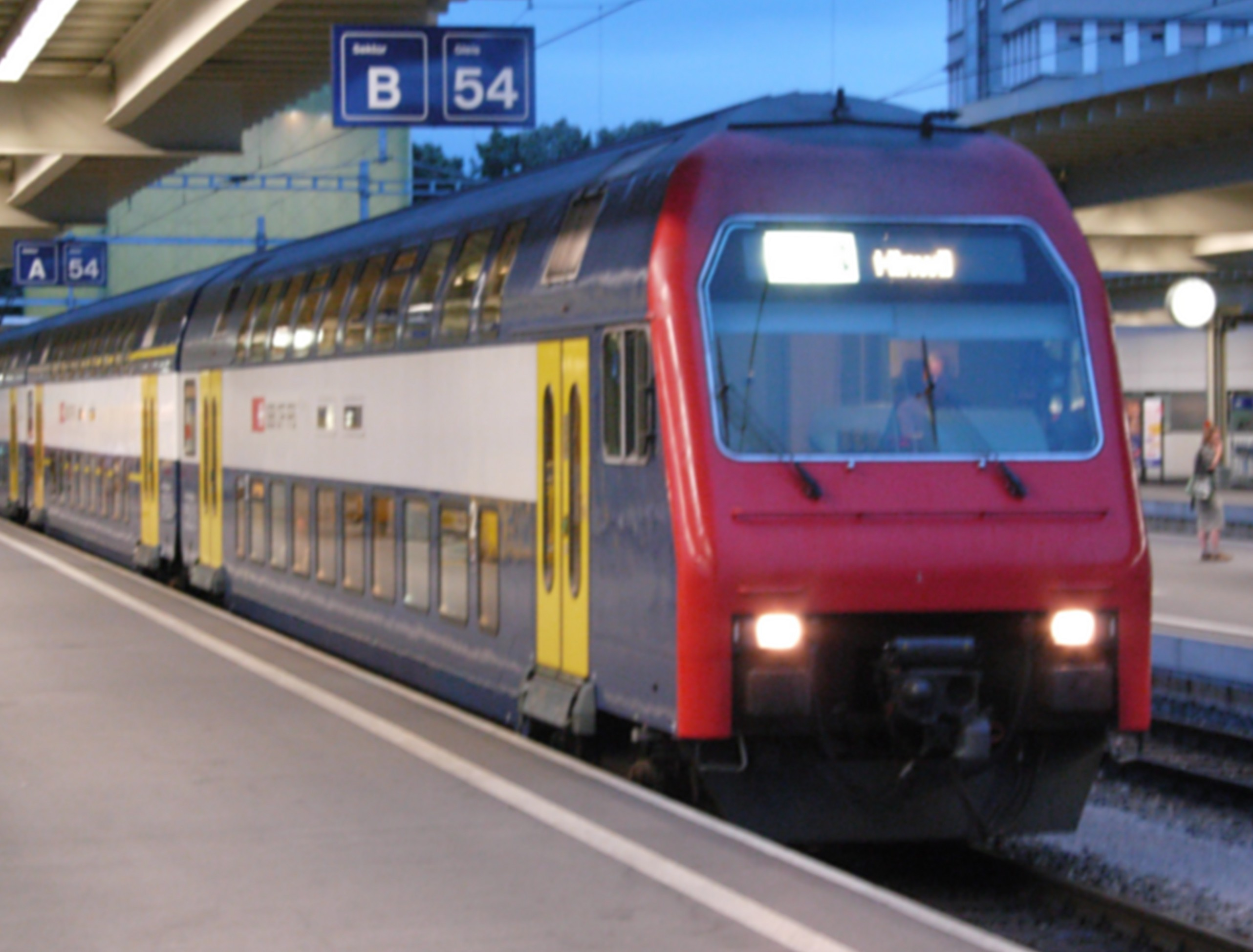
Головний вагон SBB Re 450 в Цюриху

Головний вагон — вагон електропоїзда, дизель-поїзда або поїзда метрополітену, який має кабіну або відсік з органами управління, за допомогою яких машиніст керує поїздом.
На відміну від локомотива, головний вагон поїзда призначений для використання тільки в моторвагонному рухомому складі та, як правило, не використовується для керування поїздами інших типів. Може бути як моторним, так і причіпним.
Головний вагон, як правило, по конструкції відрізняється від проміжних. Виняток становлять старі вагони метро типу Е і більш ранні.

## Моторний вагон
Моторний вагон — вагон електропоїзда, на якому встановлені тягові електродвигуни, вагон дизель-поїзда або автомотриси, на яких знаходяться двигуни внутрішнього згоряння. Моторні вагони поділяють на головні, що мають кабіну управління, і проміжні. На самохідних моторних вагонах, крім того, розміщуються повний комплект обладнання та пульт управління.
Моторний вагон складається з кузова та ходової частини. Під кузовом, всередині нього і на даху знаходяться тягове обладнання, допоміжні електричні машини, пневматична і гальмівне обладнання. Внутрішнє приміщення кузова займає салон для пасажирів. Іноді частина внутрішнього приміщення кінцевих моторних вагонів високошвидкісних електропоїздів (Велика Британія, Франція, Німеччина) використовують для розміщення обладнання. Візки моторного вагона — незчленовані двоосьові, які встановлені на них, тягові електродвигуни через зубчасту передачу приводять в обертання колісні пари.

## Проміжний вагон

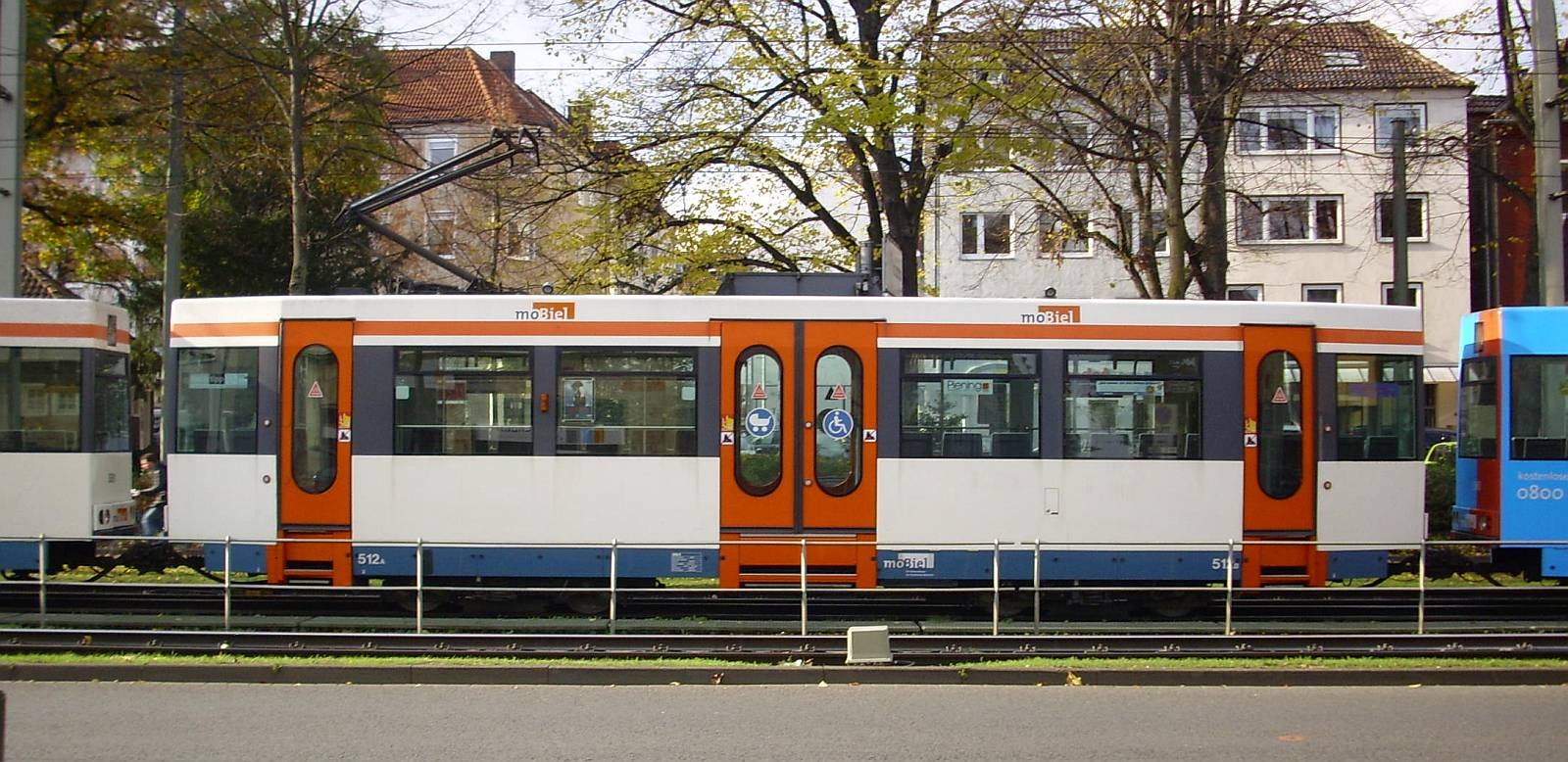
Проміжний причепний вагон трамваю в Білефельді

Проміжний вагон — вагон, який експлуатується в складі моторвагонного рухомого складу і зчіпляється між головними вагонами. Проміжні вагони, як правило, не мають кабіни управління і не можуть експлуатуватися самостійно. Можуть бути як моторними, так і причіпними.
У ряді країн на схемах компонування поїздів застосовуються спеціальні позначення для проміжних вагонів. Так, з російської класифікації їх позначають малою літерою «п», відповідно, моторні вагони позначаються «Мп», а причіпні — «П». У Німеччині проміжні моторні вагони електропоїздів позначають «EM», а дизель-поїздів — «VM».
Відсутність кабіни машиніста в проміжних вагонах дозволяє збільшити площу їх пасажирського салону в порівнянні з головними (за умови, що всі вагони в поїзді однакової довжини). Маневрові пересування окремих проміжних вагонів в електродепо метрополітену здійснюються за рахунок підключення невеликого за габаритами маневрового пульта.

## Причіпний вагон
Причіпний вагон — вагон без двигунів, який експлуатується в складі моторвагонного рухомого складу або трамвая. На відміну від звичайних вагонів, причіпні вагони можуть експлуатуватися тільки спільно з моторними, для чого мають відповідну апаратуру і електричні роз'єми в торцях кузова для з'єднання ланцюгів управління.
Причіпні вагони можуть бути головними, для чого обладнуються кабіною управління, або проміжними.
Через відсутність тягового приводу, причіпні вагони мають значно меншу вагу, ніж моторні, тому на них часто переносять частину електрообладнання з метою розвантажити моторні вагони, хоча це і позбавляє останні автономності, тобто можливості експлуатації без причіпних вагонів. Крім цього, відсутність на причіпних вагонах тягового приводу і відповідної апаратури робить їх більш дешевими, ніж моторні, але наявність в моторвагонному рухомому складі високу питому кількості причіпних вагонів обмежує питому потужність поїзда і, як наслідок, — пускове прискорення. Тому на приміських електропоїздах число причіпних вагонів на один моторний вагон останнім часом скоротилася з двох до одного.
У поїздах метрополітену також спочатку експлуатувалися і причіпні вагони, як, наприклад, на вагонах А і Б. Але необхідність підвищення питомих потужностей привела до необхідності відмови від них, в СРСР це було зроблено з вагонів Г. Останнім часом з'явилася тенденція до відновлення застосування на метрополітені причіпних вагонів (моделі «Казань» і «Нева»), так як це дозволяє знизити вартість поїздів. При цьому висока питома потужність складів в цілому зберігається за рахунок більш потужних тягових електродвигунів.

## Кабіна машиніста

Вагон метро 81-553.1/554.1/555.1 «Славутич»

Кабіна машиніста — спеціальне окреме приміщення на локомотиві або в головному вагоні моторвагонного рухомого складу, що служить робочим місцем для локомотивної бригади.
У кабіні машиніста на пульті управління і стінках розташовані органи управління і прилади, необхідні для управління рухомим складом:
- контролер машиніста для управління тяговими двигунами;
- кран машиніста для управління пневматичними гальмами;
- локомотивний світлофор і рукоятка пильності, є частиною автоматичної локомотивної сигналізації (АЛС);
- сигнальні лампи і прилади.

Перед пультом управління встановлено обертове крісло, регульоване по висоті. Рівень установки панелі пульта вибирається таким, щоб можна було працювати як сидячи, так і стоячи.

## Система багатьох одиниць

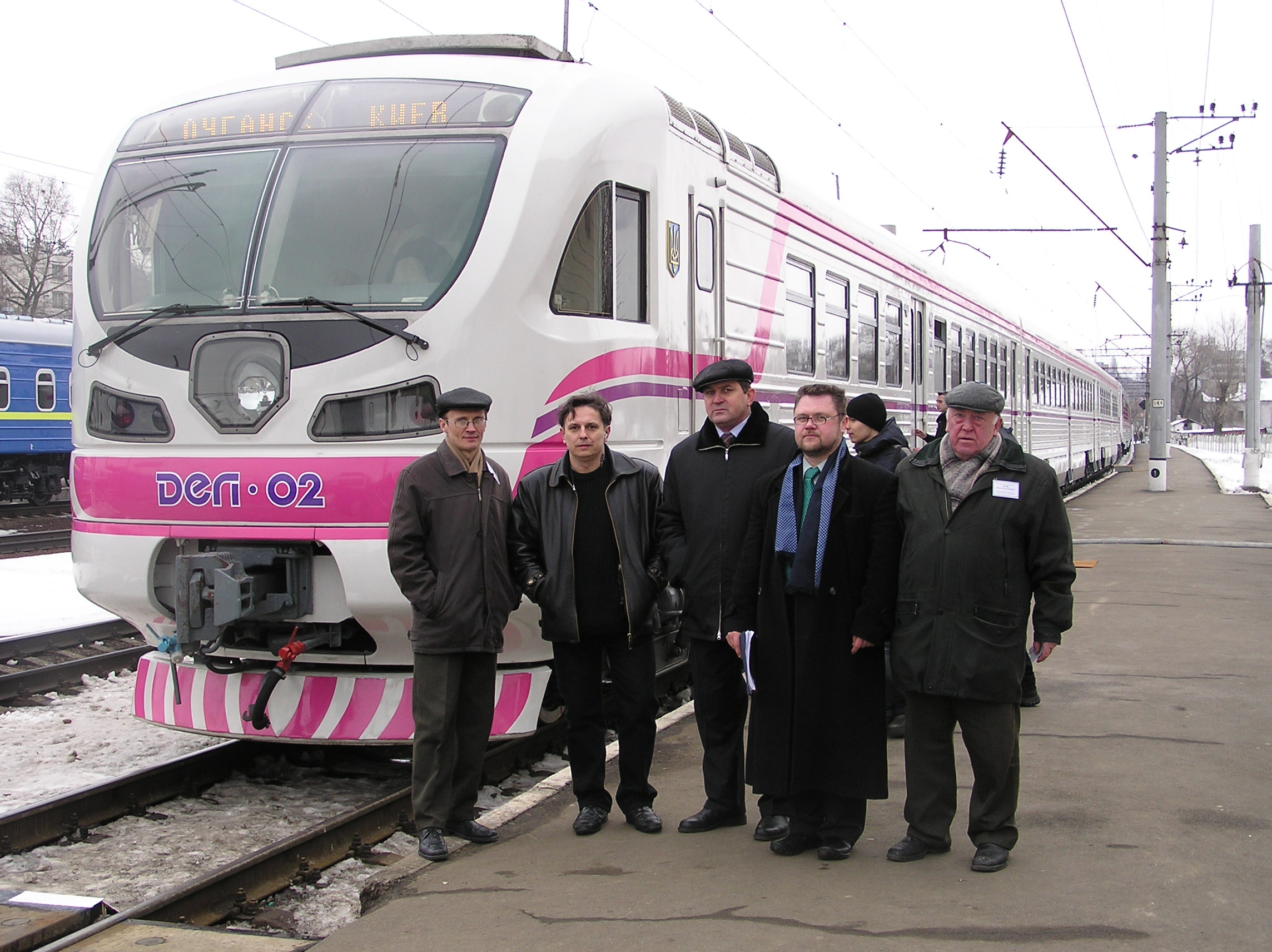
ДЕЛ-02

Система багатьох одиниць (СБЕ) — система управління, яка прийнята на електрорухомому складі, при якій з головного вагона можна здійснювати управління тяговим, гальмівним і допоміжним обладнанням моторних вагонів або при кратною тязі з кабіни одного локомотива — обладнанням інших локомотивів, включених до складу.
Система підвищує якість управління рухом поїзда, дозволяє ряд функцій управління від машиніста передати автомашиніст.
Для вітчизняних залізниць розроблена телемеханічна система, в якій управління різними об'єктами здійснюється за допомогою кодованих сигналів спеціальної електронної апаратури, що знаходиться на електрорухомому складі. Для освоєння водіння великовагових і довгосоставних поїздів розроблена система управління з використанням радіоканалів, розосереджених по довжині поїзда.